# Horta (Barcelone)
Pour les articles homonymes, voir Horta.

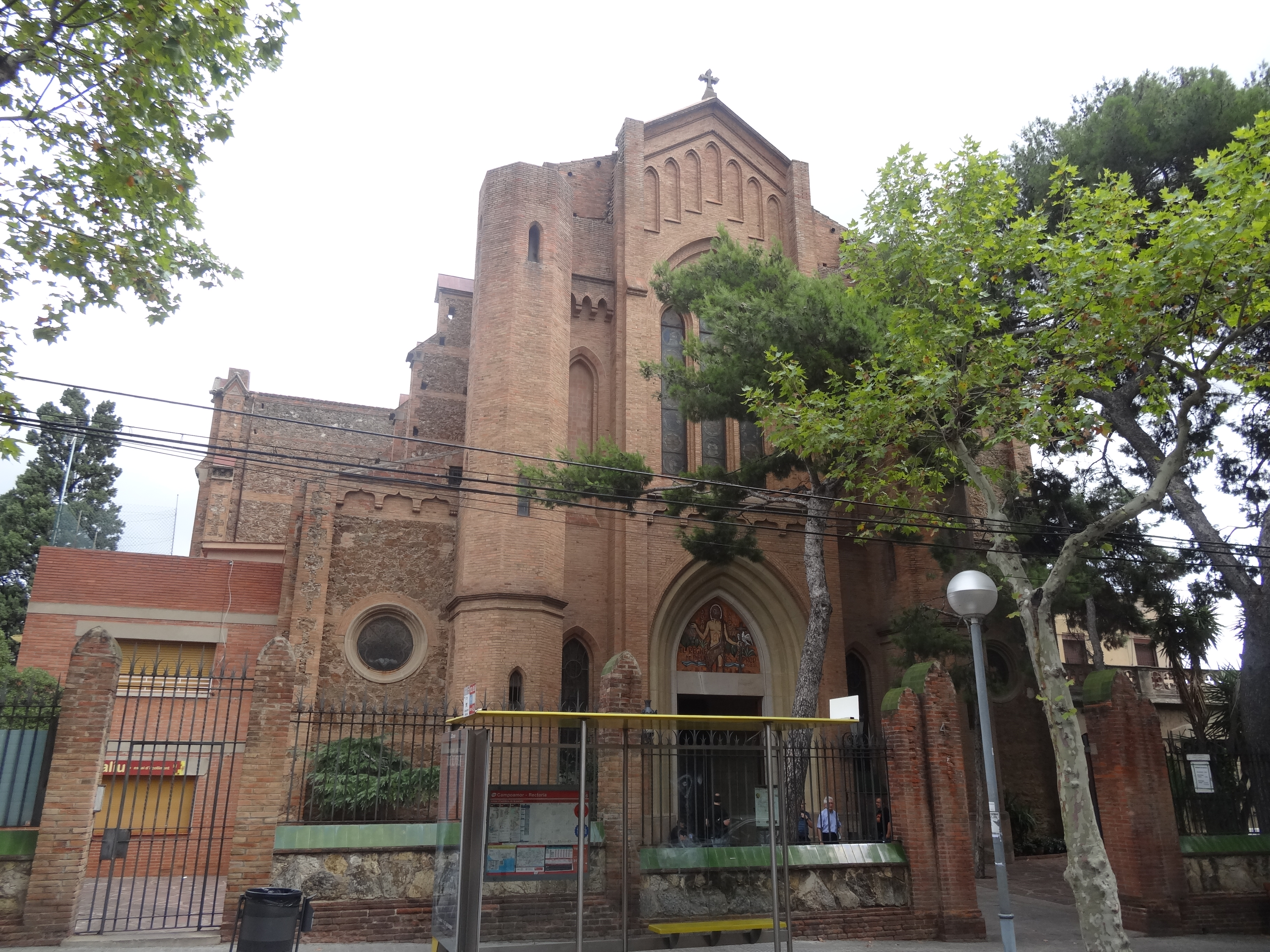
Église Saint-Jean (Sant Joan) d'Horta.

Horta est l'un des quartiers du district d'Horta-Guinardó, à Barcelone.

## Histoire du quartier
Anciennement, le quartier d'Horta était une municipalité indépendante de Barcelone qui s'est développée dans l'ancienne vallée d'Horta (aujourd'hui connue sous le nom de La Vall d'Hebron). La municipalité a été réunie à Barcelone en 1904.
À l'heure actuelle, le quartier maintient la structure du noyau ancien autour de la place d'Ibiza.

## Monuments
- Le Parc del Laberint d'Horta, vaste jardin historique conçu par l'architecte Domenico Bagutti, entre 1794 et 1808. Mêlant les styles, il comprend un labyrinthe végétal, un jardin à l’anglaise, des pièces d'eau et plusieurs œuvres d'art néo-classiques[1];
- Le Vélodrome d'Horta, popularisé lors des Jeux Olympiques de 1992.

## Personnalités
- Manuel Valls, homme politique français, est né le 13 août 1962 à Horta et a été baptisé le 24 août 1962 dans l'église paroissiale Saint-Jean de ce quartier.
- Son père, Xavier Valls, peintre, est également né à Horta, le 18 septembre 1923.